# Молден (Іллінойс)
Молден (англ. Malden) — селище (англ. village) в США, в окрузі Бюро штату Іллінойс. Населення — 318 осіб (2020).

## Географія
Молден розташований за координатами 41°25′30″ пн. ш. 89°22′11″ зх. д. / 41.42500° пн. ш. 89.36972° зх. д. (41.424905, -89.369826).  За даними Бюро перепису населення США в 2010 році селище мало площу 0,71 км², уся площа — суходіл.

## Демографія
Згідно з переписом 2010 року, у селищі мешкали 362 особи в 137 домогосподарствах у складі 98 родин. Густота населення становила 509 осіб/км².  Було 144 помешкання (202/км²).
Расовий склад населення:
| - 98,1 % — білих - 1,7 % — азіатів |

До двох чи більше рас належало 0,3 %. Частка іспаномовних становила 0,8 % від усіх жителів.
За віковим діапазоном населення розподілялося таким чином: 26,2 % — особи молодші 18 років, 57,8 % — особи у віці 18—64 років, 16,0 % — особи у віці 65 років та старші. Медіана віку мешканця становила 40,0 року. На 100 осіб жіночої статі у селищі припадало 102,2 чоловіків;  на 100 жінок у віці від 18 років та старших — 103,8 чоловіків також старших 18 років.
Середній дохід на одне домашнє господарство  становив 46 737 доларів США (медіана — 34 286), а середній дохід на одну сім'ю — 57 080 доларів (медіана — 48 333). Медіана доходів становила 40 250 доларів для чоловіків та 32 500 доларів для жінок. За межею бідності перебувало 14,7 % осіб, у тому числі 17,7 % дітей у віці до 18 років та 1,9 % осіб у віці 65 років та старших.
Цивільне працевлаштоване населення становило 164 особи. Основні галузі зайнятості: виробництво — 20,1 %, роздрібна торгівля — 18,9 %, освіта, охорона здоров'я та соціальна допомога — 14,6 %, мистецтво, розваги та відпочинок — 11,6 %.